# Семёнов, Сергей Романович
Сергей Романович Семёнов (25 сентября 1896 (либо 1894), Санкт-Петербург — 22 апреля 1967, Иркутск) — советский фармаколог, доктор медицинских наук, профессор Иркутского государственного медицинского института.

## Биография
В 1906 году окончил начальное училище, в 1911 году завершил обучение в 4-классном городском училище и а в 1916 году стал выпускником реального училища. С 1915 года участвовал в Первой мировой войны в составе саперного батальона 43-го армейского корпуса. Демобилизован в начале 1918 году. С августа 1918 служил в управлении начальника артиллерии 30-й дивизии РККА.
С 1921 года учился на медицинский факультет Иркутского университета. Одновременно с учёбой участвовал в ликвидации неграмонтности, был разнорабочим, также практикантом в гинекологической клинике. С 1927 года учился в аспирантуре на кафедре фармакологии. В 1938 году в Ленинградском НИИ охраны материнства и детства защитил кандидатскую диссертацию на тему «Комбинированное действие дикодида и хлоралгидрата».
С 5 сентября 1935 занимал должность доцента, а с 2 сентября 1940 года возглавил кафедру фармакологии Иркутского медицинского института. В 1941 году открыт фармацевтический факультет и Семёнов назначен его первым первым деканом. Занимал эту должность до 1967 года.
В след за Н. П. Шавровым и И. А. Обергардом продолжил изучение фармакологических растенийи животных Байкальской Сибири. Руководил исследованиями ядов змей (щитомордник, степная гадюка) и растений (герань луговая, полынь обыкновенная).
В 1959 году защитил докторскую диссертацию на тему «Действие хлоралгидрата и гексенала при нарушении функции некоторых эндокринных желез». В 1963 году получил учёное звание профессора.
Награждён медалью «За трудовую доблесть», грамотами НКЗ РСФСР.
Учениками Семёнова являются В. К. Лужинский, С. В. Опарин, А. А. Тюрина, В. И. Николаев, Н. Е. Догаева, С. Д. Троценко, Р. В. Телятьева и другие.

## Публикации
Основные труды:
1. Семёнов С. Р., Зонова А. В. О фармакологическом действии золотистого рододендрона // Мед. бюллетень Иркутского мед. института. — 1942. — № 5.
2. Лужинский В. К., Семёнов С. Р. К изучению общего действия токсичности яда змеи щитомордника // Лекарственные и сырьевые ресурсы Иркутской. Вып. 4. . — Иркутск, 1965. — С. 158—162.
3. Лужинский В. К., Семёнов С. Р. К изучению общего действия и токсичности яда степной гадюки // Лекарственные и сырьевые ресурсы Иркутской области. Вып. 4.. — Иркутск, 1965.
4. Лужинский В. К., Лужинский В. К. КК фармакологии луговой герани // Лекарственные и сырьевые ресурсы Иркутской области. Вып. 4.. — Иркутск, 1965.
5. Семёнов С. Р., Троценко С. Д. . Общее действие и токсичность рододендрона даурского // Лекарственные и сырьевые ресурсы Иркутской области. Вып. 4.. — Иркутск, 1965. — С. С. 172.
6. Семёнов С. Р., Лужинский В. К. К фармакологии изучения обыкновенной полыни // Лекарственные и сырьевые ресурсы Иркутской области. Вып. 4.. — Иркутск, 1965. — С. С. 172.
7. Семёнов С. Р., Телятьев В. В. . Лекарственные растения Восточной Сибири. — Иркутск: Типография «Восточно-Сибирской правды», 1966. — 219 с.